# HD 178065
HD 178065，又名BD+00 4106，SAO 124282、HR 7245，是一颗恒星，视星等为6.56，位于銀經35.3，銀緯-3.2，其B1900.0坐标为赤經19h 2m 2.9s，赤緯+0° -3.2′ 11″。